# Liga Dominicana de Baloncesto 2006
La temporada 2006 de la Liga Dominicana de Baloncesto fue la segunda temporada de la historia de la competición dominicana de baloncesto. La temporada regular comenzó el viernes 7 de julio de 2006 y finalizó el miércoles 30 de agosto de 2006. Los Playoffs dieron inicio el viernes 1 de septiembre de 2006 y terminaron el miércoles 27 de ese mismo mes. Para esta competición, la liga fue ordenada en dos circuitos, norte y sur. Cada circuito contó con cuatro equipos.
Los Metros de Santiago se proclamaron campeones nacionales al ganar el séptimo partido de la serie final a los Constituyentes de San Cristóbal.

## Temporada regular

### Clasificaciones
| Circuito Norte | Circuito Norte                     | Circuito Norte | Circuito Norte | Circuito Norte | Circuito Norte | Circuito Norte | Circuito Norte | Circuito Norte | Circuito Norte |
| Pos.           | Equipo                             | PJ             | G              | P              | %              | PD             | Casa           | Fuera          | Pts            |
| -------------- | ---------------------------------- | -------------- | -------------- | -------------- | -------------- | -------------- | -------------- | -------------- | -------------- |
| 1              | Metros de Santiago                 | 23             | 13             | 10             | .565           | -              | 8-4            | 5-6            | 36             |
| 2              | Indios de San Francisco de Macorís | 23             | 13             | 10             | .565           | -              | 9-3            | 4-7            | 36             |
| 3              | Marineros de Puerto Plata          | 23             | 11             | 12             | .478           | 2              | 7-4            | 4-8            | 34             |
| 4              | Reales de La Vega                  | 23             | 7              | 16             | .304           | 6              | 5-7            | 2-9            | 30             |

| Circuito Sur | Circuito Sur                    | Circuito Sur | Circuito Sur | Circuito Sur | Circuito Sur | Circuito Sur | Circuito Sur | Circuito Sur | Circuito Sur |
| Pos.         | Equipo                          | PJ           | G            | P            | %            | PD           | Casa         | Fuera        | Pts          |
| ------------ | ------------------------------- | ------------ | ------------ | ------------ | ------------ | ------------ | ------------ | ------------ | ------------ |
| 1            | Constituyentes de San Cristóbal | 23           | 16           | 7            | .696         | -            | 9-2          | 7-5          | 39           |
| 2            | Cañeros de La Romana            | 23           | 13           | 10           | .565         | 3            | 10-2         | 3-8          | 36           |
| 3            | Panteras del Distrito Nacional  | 23           | 12           | 11           | .522         | 4            | 7-3          | 5-8          | 35           |
| 4            | Cocolos de San Pedro de Macorís | 23           | 7            | 16           | .304         | 9            | 5-7          | 2-9          | 30           |

|  | Clasificados a los Playoffs |

Fuente: Lidoba.net

### Estadísticas individuales

#### Puntos
| Pos. | Jugador           | Equipo                          | Partidos | Puntos | Promedio |
| ---- | ----------------- | ------------------------------- | -------- | ------ | -------- |
| 1    | Reggie Charles    | Cocolos de San Pedro de Macorís | 20       | 430    | 21.5     |
| 2    | Ronald Blackshear | Marineros de Puerto Plata       | 18       | 370    | 20.6     |
| 3    | Kelvin Peña       | Marineros de Puerto Plata       | 18       | 314    | 17.4     |
| 4    | Juan Araujo       | Panteras del Distrito Nacional  | 22       | 349    | 15.9     |
| 5    | Josué Abreu       | Panteras del Distrito Nacional  | 23       | 355    | 15.4     |

#### Rebotes
| Pos. | Jugador              | Equipo                             | Partidos | Rebotes | Promedio |
| ---- | -------------------- | ---------------------------------- | -------- | ------- | -------- |
| 1    | Alexis Montas        | Cañeros de La Romana               | 23       | 246     | 10.7     |
| 2    | DeeAndre Hulett      | Metros de Santiago                 | 20       | 156     | 7.8      |
| 3    | Juan Carlos Eusebio  | Cocolos de San Pedro de Macorís    | 23       | 176     | 7.7      |
| 4    | Carlos Paniagua      | Indios de San Francisco de Macorís | 23       | 168     | 7.3      |
| 5    | Juan Carlos Martínez | Constituyentes de San Cristóbal    | 22       | 149     | 6.8      |

#### Asistencias
| Pos. | Jugador            | Equipo                             | Partidos | Asistencias | Promedio |
| ---- | ------------------ | ---------------------------------- | -------- | ----------- | -------- |
| 1    | José Fortuna       | Constituyentes de San Cristóbal    | 22       | 121         | 5.5      |
| 2    | Oskaris Lenderborg | Panteras del Distrito Nacional     | 22       | 104         | 4.7      |
| 3    | Francisco Ozuna    | Cañeros de La Romana               | 23       | 100         | 4.3      |
| 4    | Kelvin Peña        | Marineros de Puerto Plata          | 18       | 77          | 4.3      |
| 5    | Richard Ortega     | Indios de San Francisco de Macorís | 23       | 71          | 3.1      |

### Premios
- Jugador Más Valioso:

-  Alexis Montas, Cañeros de La Romana

- Jugador Defensivo del Año:

-  Alexis Montas, Cañeros de La Romana

- Dirigente del Año:

-  Osiris Duquela, Constituyentes de San Cristóbal

## Playoffs
|  | Primera ronda  | Primera ronda                      | Primera ronda                   |                                 |   | Finales de Circuitos | Finales de Circuitos | Finales de Circuitos |  |    | Serie Final        | Serie Final | Serie Final |  |
|  | Mejor de 3     | Mejor de 3                         | Mejor de 3                      |                                 |   | Mejor de 5           | Mejor de 5           | Mejor de 5           |  |    | Mejor de 7         | Mejor de 7  | Mejor de 7  |  |
|  |                |                                    |                                 |                                 |   |                      |                      |                      |  |    |                    |             |             |  |
|  |                |                                    |                                 |                                 |   |                      |                      |                      |  |    |                    |             |             |  |
|  |                |                                    |                                 |                                 |   |                      |                      |                      |  |    |                    |             |             |  |
|  |                |                                    |                                 |                                 |   |                      |                      |                      |  |    |                    |             |             |  |
|  |                |                                    |                                 |                                 |   |                      |                      |                      |  |    |                    |             |             |  |
|  |                | N1                                 | Metros de Santiago              | 3                               |   |                      |                      |                      |  |    |                    |             |             |  |
|  | Circuito Norte | N1                                 | Metros de Santiago              | 3                               |   |                      |                      |                      |  |    |                    |             |             |  |
|  |                |                                    | N3                              | Marineros de Puerto Plata       | 2 |                      |                      |                      |  |    |                    |             |             |  |
|  | N2             | Indios de San Francisco de Macorís | N3                              | Marineros de Puerto Plata       | 2 | 0                    |                      |                      |  |    |                    |             |             |  |
|  | N2             | Indios de San Francisco de Macorís |                                 |                                 |   |                      |                      |                      |  |    |                    |             |             |  |
|  | N3             | Marineros de Puerto Plata          | 2                               |                                 |   |                      |                      |                      |  |    |                    |             |             |  |
|  | N3             | Marineros de Puerto Plata          | 2                               |                                 |   |                      |                      |                      |  | N1 | Metros de Santiago | 4           |             |  |
|  |                |                                    |                                 |                                 |   |                      |                      |                      |  | N1 | Metros de Santiago | 4           |             |  |
|  |                |                                    | S1                              | Constituyentes de San Cristóbal | 3 |                      |                      |                      |  |    |                    |             |             |  |
|  |                |                                    | S1                              | Constituyentes de San Cristóbal | 3 |                      |                      |                      |  |    |                    |             |             |  |
|  |                |                                    |                                 |                                 |   |                      |                      |                      |  |    |                    |             |             |  |
|  |                |                                    |                                 |                                 |   |                      |                      |                      |  |    |                    |             |             |  |
|  |                | S1                                 | Constituyentes de San Cristóbal | 3                               |   |                      |                      |                      |  |    |                    |             |             |  |
|  | Circuito Sur   | S1                                 | Constituyentes de San Cristóbal | 3                               |   |                      |                      |                      |  |    |                    |             |             |  |
|  |                |                                    | S2                              | Cañeros de La Romana            | 1 |                      |                      |                      |  |    |                    |             |             |  |
|  | S2             | Cañeros de La Romana               | S2                              | Cañeros de La Romana            | 1 | 2                    |                      |                      |  |    |                    |             |             |  |
|  | S2             | Cañeros de La Romana               |                                 |                                 |   |                      |                      |                      |  |    |                    |             |             |  |
|  | S3             | Panteras del Distrito Nacional     | 1                               |                                 |   |                      |                      |                      |  |    |                    |             |             |  |
|  | S3             | Panteras del Distrito Nacional     | 1                               |                                 |   |                      |                      |                      |  |    |                    |             |             |  |
|  |                |                                    |                                 |                                 |   |                      |                      |                      |  |    |                    |             |             |  |

- N = Circuito Norte
- S = Circuito Sur

### Campeón
| Campeón de la Liga Dominicana de Baloncesto 2006 |
| ------------------------------------------------ |
| Metros de Santiago Primer título                 |

| Jugador Más Valioso de la Serie Final |
| ------------------------------------- |
| Carmelo Lee, Metros de Santiago       |